# The Times Literary Supplement

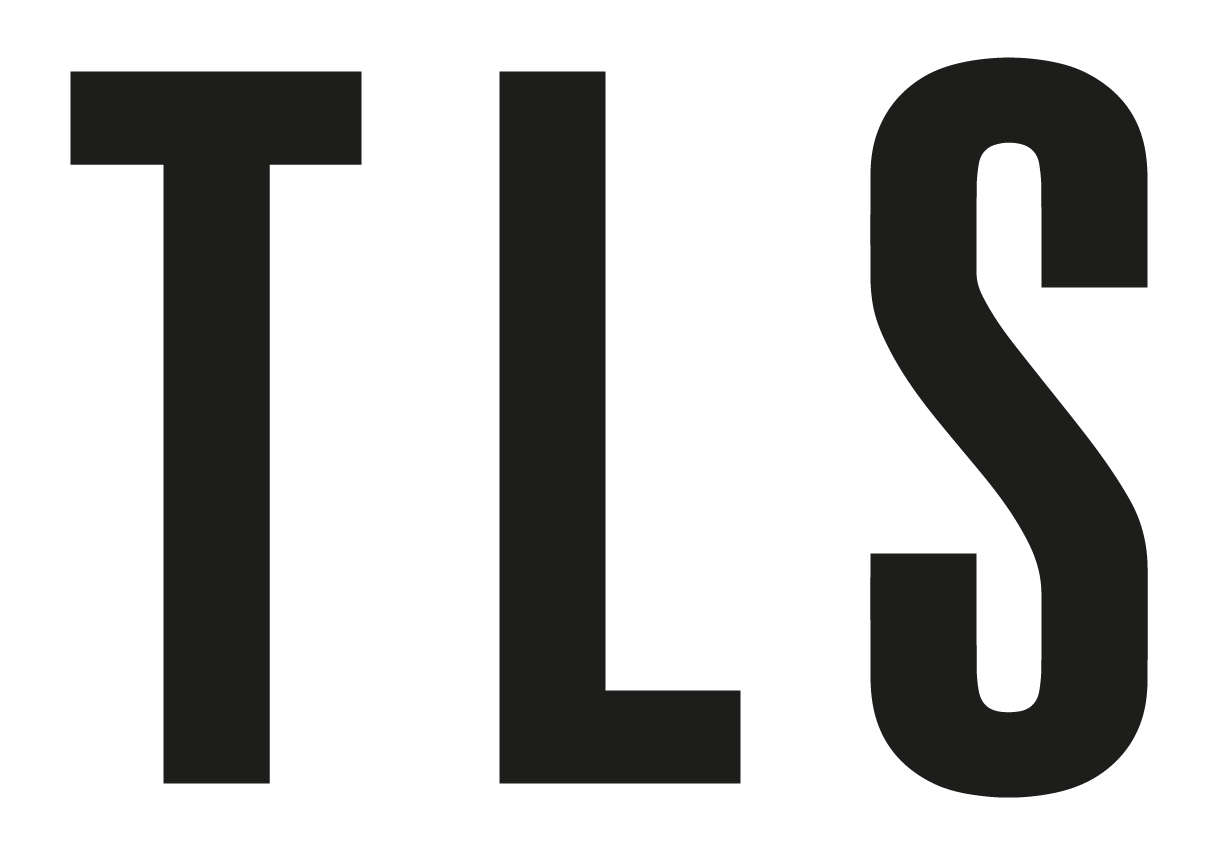
Logo des Times Literary Supplement.

The Times Literary Supplement (kurz TLS) ist eine wöchentlich erscheinende britische Literaturzeitschrift, die in London bei News International, einem Verlag der Unternehmensgruppe News Corporation, erscheint.

## Geschichte
Die Zeitschrift erschien erstmals 1902 als Beilage der Times, wurde aber 1914 eigenständig. Bis heute arbeiten beide Medien zusammen. Die Online-Version von TLS wird bei The Times gehostet, die Redaktionen haben ihren Sitz im Times House in der Londoner Pennington Street.
Unter den Mitarbeitern befanden sich Schriftsteller wie z. B. T. S. Eliot, Henry James und Virginia Woolf. Bis zum 7. Juni 1974 erschienen die Kritiken jedoch anonym. Vor seiner Schriftstellerkarriere war Martin Amis ein Redaktionsmitglied. Philip Larkins Gedicht Aubade erschien zuerst in der Weihnachtsausgabe 1977 von TLS. Obwohl die Zeitschrift lange als eine der führenden literaturkritischen Publikationen der Welt galt, war sie nicht unfehlbar. So hat sie beispielsweise James Joyce vollkommen ignoriert.
TLS fand auch Eingang in die englischsprachige Literatur. Eine der hintergründigsten Erwähnungen findet sich in Samuel Becketts Roman Molloy (1953), in dem es heißt:

„… in winter, under my greatcoat, I wrapped myself in swathes of newspaper, and did not shed them until the earth awoke, for good, in April. The Times Literary Supplement was admirably adapted to this purpose, of a neverfailing toughness and impermeability. Even farts made no impression on it.“

TLS vergibt einen Buchpreis, den Senior Information Award.

## Herausgeber
- Bruce Richmond, ab 1905
- D. L. Murray, ab 1938
- Stanley Morison, ab 1945
- Alan Pryce-Jones, ab 1948
- Arthur Crook, ab 1959
- John Gross, ab 1974
- Jeremy Treglown, ab 1981
- Ferdinand Mount, ab 1991
- Peter Stothard, ab 2003
- Stig Abell, ab 2016
- Martin Ivens, ab 2020